# Tajimaroa
Tajimaroa es una localidad tipo congregación del municipio de Cajeme ubicada en el sur del estado mexicano de Sonora, en la zona del valle del Yaqui. Según los datos del Censo de Población y Vivienda realizado en 2020 por el Instituto Nacional de Estadística y Geografía (INEGI), Tajimaroa tiene un total de 364 habitantes. Aquí se encuentra un centro de estudios de la reserva yaqui llamado igualmente "Tajimaroa". La localidad se encuentra sobre el llamado Camino Real, una calle que proviene del pueblo de Cócorit y lo comunica con la carretera federal 15, ubicándose a pocos metros con esta intersección.

## Geografía
Tajimaroa se sitúa en las coordenadas geográficas 27°36'58" de latitud norte y 109°57'36" de longitud oeste del meridiano de Greenwich, a una elevación de 29 metros sobre el nivel del mar.